# Elle (pronome espanhol)
Elle (pronúncia espanhola: [ˈeʎe], "êlhe", ou [eʝe], ou [ˈeʃe], plural: elles) é um neopronome, proposto como pronome pessoal neutro de gênero gramatical e epiceno no idioma espanhol. A RAE, em 23 de outubro de 2020, incorporou o pronome elle em seu observatório de palavras e após quatro dias removeu sua inclusão. Surgiu no âmbito dos blogs transfeministas como uma tentativa de identificar às pessoas não-binárias, bem como também no âmbito feminista para se referir a pessoas de género desconhecido, pessoas genéricas ou grupos de género misto.
O neopronome se originou da mistura dos pronomes él (ele) com ella (ela), resultando em elle, por vezes grafado como élle ("élhe" ou "éle") para diferenciar do nome do dígrafo ll em espanhol (também elle). Em dezembro de 2021, a RAE incluiu esse dígrafo em seu dicionário.

## Usos
O pronome elle e seu plural elles (junto com todo o género neutro) têm mais de uma utilidade, estas são:
- Para se referir a uma pessoa que não se identifica somente com o género masculino ou o feminino. Por exemplo: «elle es mi amigue, es no binarie».
- Para referir a um grupo de pessoas que contém mais de um género. Por exemplo: «elles son mis hermanes, dos son varones y una es mujer».
- Para referir a um indivíduo genérico. Por exemplo: «Si alguien viaja en autobús, elle debe pagar el pasaje».
- Para referir-se a alguém que não se conhece sem pressupor o seu género. Por exemplo: «¿Tienes novie? ¿Elle es mayor que tú?»[17]

|                                     | Masc. | Fem. | Neu. |
| Pronome sujeito                     | él    | ella | elle |
| Pronome objeto direto               | lo    | la   | le   |
| Pronome objeto indireto             | le    | le   | le   |
| Sufixo para concordância gramatical | -o    | -a   | -e   |